# Julianne Hough
Julianne Alexandra Hough (* 20. července 1988 Orem, Utah, Spojené státy americké) je americká tanečnice, choreografka, zpěvačka a herečka. Dvakrát vyhrála v soutěži Dancing with the Stars a v roce 2007 byla nominována na cenu Emmy za nejlepší choreografii v tomto pořadu. Její první větší filmová role přišla ve snímku Footloose: Tanec zakázán. Od září 2014 patří k porotcům soutěže Dancing with the Stars. V roce 2016 si zahrála roli Sandy v televizní produkci Pomády. V roce 2019 se připojila k panelu porotců reality show Amerika má talent.

## Životopis
Narodila se v Oremu ve státě Utah jako nejmladší z pěti dětí v mormonské rodině. Jejími rodiči jsou Marianne a Bruce Houghovi. Její bratr Derek pracuje také jako profesionální tanečník. Dále má tři starší sestry, a to Sharee, Marabeth a Katherine. Všichni čtyři Juliannini prarodiče se živili jako tanečníci. Rovněž je sestřenicí Rikera, Rydel, Rockyho a Rosse Lynchových z hudební skupiny R5.
Začala s tancem ve studiu Center Stage Performing Arts v Oremu, kde mimo jiné tančila i s Joshem Murillem. V devíti letech začala závodně tančit. V roce 1999, když jí bylo deset let, se její rodiče rozvedli a poslali jí a jejího bratra Dereka do Londýna, aby zde žili a studovali se svými trenéry Corkym a Shirley Ballasovými. Julianne šla ve stopách Derekova a přidala se k Italia Conti Academy of Theatre Arts, kde získali trénink ve zpěvu, herectví, gymnastice a mnoha druzích tance včetně jazzu, baletu a stepu. Spolu se synem Ballasových, Maxem, zformovali skupinu 2B1G („2 Boys, 1 Girl"), vystupovali na tanečních soutěžích ve Spojeném království i ve Spojených státech a vystupovali v britském televizním pořadu. Ve věku patnácti let se s Julianne stala nejmladší tanečnice a současně jediná Američanka, která se stala světovou juniorskou šampionkou v latinskoamerických tancích a zároveň vyhrála mezinárodní juniorský titul v latinskoamerických tancích na festivalu Blackpool. V témže roce Londýn opustila, poté, co dle vlastních slov byla „zneužita jak psychicky i fyzicky, vším“ a řekla, že se situace vystupňovala, „když se dostala do puberty, stávala se ženou a přestávala být malou holčičkou. ... Řekli mi, že kdybych se někdy vrátila do Spojených států, mohly by se stát tři věci. Za prvé, nebyla bych nikým. Za druhé, pracovala bych v prodejně s hamburgery. Za třetí, skončila bych jako coura. Takže bylo to jako, že se nemohu vrátit. Musím být touto osobou.“ Po návratu do Spojených států navštěvovala Las Vegas Academy a střední školu Alta.

## Kariéra

### Herectví
První role přišla s filmem Harry Potter a Kámen mudrců v roce 2001, ve kterém si zahrála nekreditovou roli školačky z Bradavic. V roce 2010 se objevila ve filmu Variaté, po boku Christiny Aguilery a Cher. První velká role přišla s rolí Ariel Moore v remaku filmu Footloose: Tanec zakázán, po boku Kennyho Wormalda jako Rena McCormacka. Film měl premiéru v říjnu 2011. Roli Sherrie Christina si zahrála ve filmové adaptaci Broadwayského muzikálu Rock of Ages., po boku Toma Cruise a Mary J. Blige. V roce 2012 zářila po boku Joshe Duhamela v romantickém dramatu Bezpečný přístav., inspirovaném stejnojmennou novelou od Nicholase Sparkse. V říjnu 2013 měl premiéru film Paradise, ve kterém si zahrála s Russellem Brandem.
Bylo oznámeno, že si zahraje roli Sandy Dumbrowski v televizní produkci stanice Fox Pomáda: Živě. Film měl produkci 31. ledna 2016. V roce 2018 byla obsazena do role Jolene v seriálu Heartstrings.
V roce 2019 se připojila k panelu porotců reality show Amerika má talent.

### Hudba

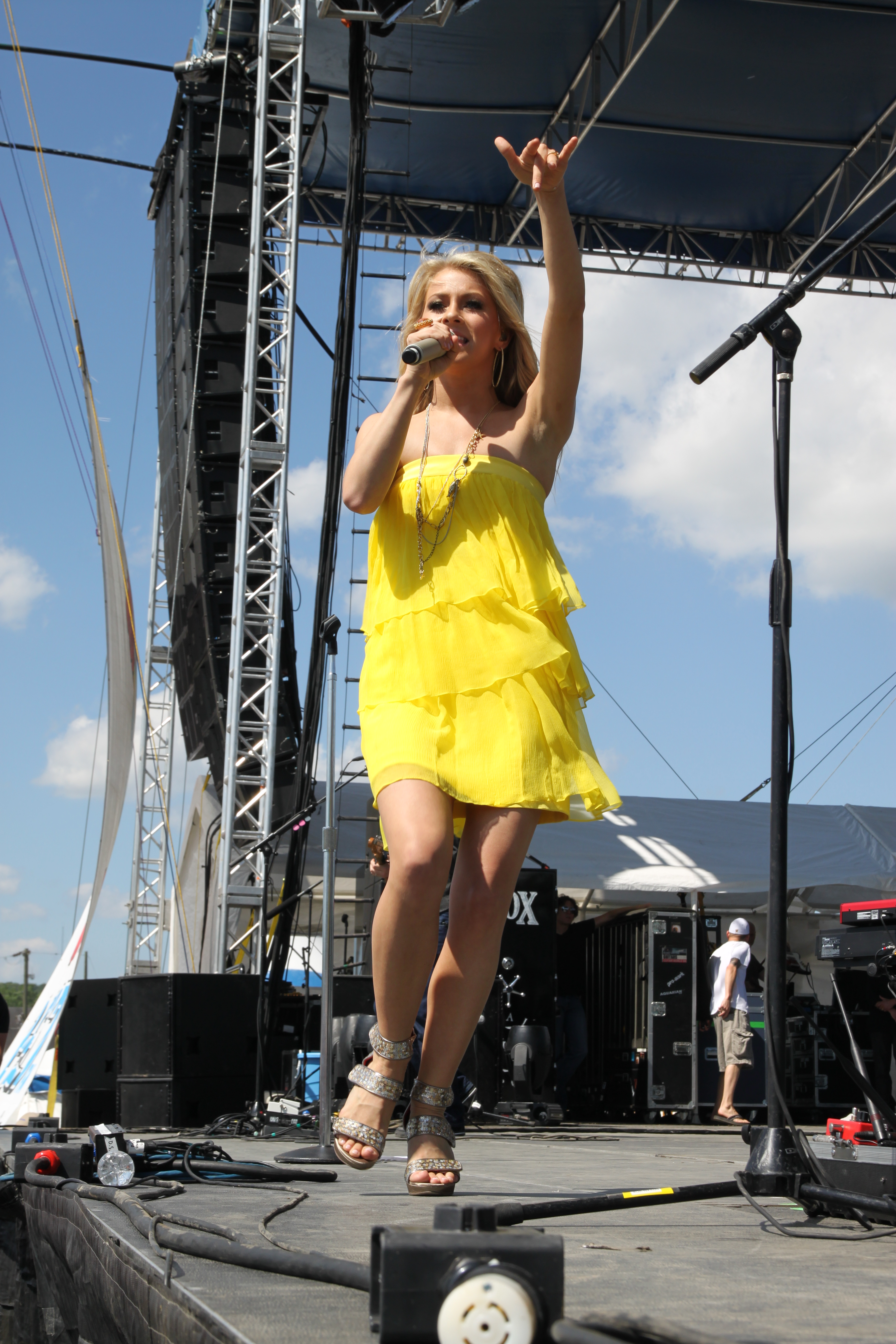
Julianne Hough při koncertu Birthday Bash v roce 2009

V květnu 2007 vydala svůj první country singl "Will You Dance With Me" a výtěžek putovat pro americký Červený Kříž. Písnička se umístila na 100. místě žebříčku Billboard Pop 100. Později podepsala nahrávací smlouvu s Universal Music Group Nashville. Album nazvané Julianne Hough, bylo nahráno v Nashvillu a produkoval ho David Malloy, který pracoval například s Rebou McEntire. Album se setkala s mixem kritiky. Debutovalo však na 1. místě žebříčku Top Country Albums a na 3. místě žebříčku Billboard 200. Druhý singl byl "That Song in My Head".
V roce 2008 se připojila k turné Brada Paisleyho a objevila se ve videoklipu Snoop Dogga k písničce "My Medicine". Na podzim roku 2008 vydala vánoční EP Sounds of the Season: The Julianne Hough Holiday Collection. Se svým singlem "My Hallelujah Song" vystoupila v show Dancing with the Stars 18. listopadu 2008, zatímco její bratr Derek Hough, Mark Ballas a Lacey Schwimmer na ní tancovali.
Společně s LeAnn Rimes, Jessicou Simpson a Kellie Pickler oznámily nominace na předávání cen 2009 Academy of Coutry Music Awards . Julianne byla nominovaná v kategorii Nejlepší nová country zpěvačka, fanouškovská volba, kterou vyhrála. Singl "It That So Wrong" vydala 21. června 2010 a byl to první singl z alba Wildfire, které nebylo nikdy vydáno.

## Osobní život
Se zpěvákem Chuckem Wicksem chodila od srpna 2008 do listopadu 2009 a rozchod jí inspiroval k napsání písně „Is That So Wrong“. Od dubna 2010 do března 2013 byla ve vztahu s Ryanem Seacrestem. V prosinci 2013 navázala vztah s hokejistou Brooksem Laichem. 18. srpna 2015 oznámili zasnoubení. Dvojice se vzala dne 8. července 2017. Rozvedli se v únoru 2022.
V říjnu 2013 přitáhla kontroverzi, když na halloweenský večírek přišla se začerněným obličejem v kostýmu „Crazy Eyes“ ze seriálu Holky za mřížemi. Herečka se později na Twitteru omluvila slovy: „Uvědomila jsem si, že lidi můj kostým zranil a urazil a upřímně se omlouvám.“

## Filmografie
| Rok  | Title                       | Role                       | Poznámky              |
| ---- | --------------------------- | -------------------------- | --------------------- |
| 2001 | Harry Potter a Kámen mudrců | školačka v Bradavicích     | Neuvedena v titulcích |
| 2010 | Varieté                     | Georgia                    |                       |
| 2011 | Footloose: Tanec zakázán    | Ariel Moore                |                       |
| 2012 | Rock of Ages                | Sherrie Christian          |                       |
| 2013 | Bezpečný přístav            | Katie Feldman/Erin Tierney |                       |
| 2013 | Hříšná cesta do ráje        | Lamb Mannerhelm            |                       |
| 2015 | Curve                       | Mallory                    |                       |
| 2016 | Děda je lotr                | Meredith Goldstein         |                       |
| 2018 | The Steam Engines of Oz     | Locasta (hlas)             |                       |
| 2018 | Bigger                      | Betty Weider               |                       |

| Rok                                     | Název                                      | Role                                                                         | Poznámky                                                    |
| --------------------------------------- | ------------------------------------------ | ---------------------------------------------------------------------------- | ----------------------------------------------------------- |
| 2007–2009 2011–2013 2014–2015 2016–2017 | Dancing with the Stars                     | Tanečnice, trenérka a choreografka Hostující tanečnice a porotkyně Porotkyně | Série 4–8 Série 13, 14, 17, 18 Série 19–21 Série 23–24      |
| 2011                                    | Držte krok s Kardashians                   | Sama sebe                                                                    | díl: „Kim's Fairytale Wedding: A Kardashian Event – Part 2“ |
| 2011                                    | Strictly Come Dancing                      | Samu sebe/tanečnice                                                          | díl: „Week 3: The Results“                                  |
| 2012                                    | Napálené celebrity                         | Sama sebe                                                                    | díl: „Kellan Lutz“                                          |
| 2014                                    | Nashville                                  | Sama sebe                                                                    | díl: „I'm Coming Home to You“                               |
| 2015                                    | Bitva playbacků                            | Samu sebe                                                                    | díl: „Julianne Hough vs Derek Hough“                        |
| 2016                                    | Pomáda: Živě                               | Sandy                                                                        | Televizní živý přenos, hlavní role                          |
| 2016                                    | Speechless                                 | slečna Bloomová                                                              | díl: „C-h-o-Choi“                                           |
| 2016                                    | V divočině s Bearem Gryllsem               | ona sama                                                                     |                                                             |
| 2016–2017                               | Miss USA                                   | Samu sebe/moderátorka                                                        |                                                             |
| 2017                                    | Disney Parks Magical Christmas Celebration | Samu sebe/moderátorka                                                        | TV speciál                                                  |
| 2019                                    | Billboard Music Awards                     | Samu sebe/moderátorka                                                        |                                                             |
| 2019                                    | Heartstrings                               | Dolly                                                                        | díl: „Jolene“                                               |
| 2019                                    | Amerika má talent                          | Samu sebe/portoce                                                            | 14. řada                                                    |

## Diskografie

### Alba a extended play
| Název                                                            | Detaily o albu                                                     | Nejvyšší umístění | Nejvyšší umístění | Nejvyšší umístění |
| Název                                                            | Detaily o albu                                                     | US Country        | US                | US Holiday        |
| ---------------------------------------------------------------- | ------------------------------------------------------------------ | ----------------- | ----------------- | ----------------- |
| Julianne Hough                                                   | - Datum vydání: 20. května 2008 - Vydavatelství: Mercury Nashville | 1                 | 3                 |                   |
| Sounds of the Season: The Julianne Hough Holiday Collection (EP) | - Datum vydání: 12. října 2008 - Vydavatelství: Mercury Nashville  | 2                 | 24                | 2                 |

### Singly
| Rok                              | Singl                    | Nejvyšší umístění | Nejvyšší umístění | Nejvyšší umístění | Album                    |
| Rok                              | Singl                    | US Country        | US                | US Pop            | Album                    |
| -------------------------------- | ------------------------ | ----------------- | ----------------- | ----------------- | ------------------------ |
| 2007                             | „Will You Dance With Me" | —                 | 114               | 100               | Píseň mimo album         |
| 2008                             | „That Song in My Head“   | 18                | 88                | 84                | Julianne Hough           |
| 2008                             | „My Hallelujah Song"     | 44                | —                 | —                 | Julianne Hough           |
| 2010                             | „Is That So Wrong"       | —                 | —                 | —                 | Wildfire (nebylo vydáno) |
| "—" značí, že se singl neumístil |                          |                   |                   |                   |                          |

### Hostující singly
| Rok  | Singl                           | Umělec            | Nejvyšší umístění | Nejvyšší umístění | Nejvyšší umístění | Nejvyšší umístění | Nejvyšší umístění | Nejvyšší umístění | Nejvyšší umístění | Album            |
| Rok  | Singl                           | Umělec            | US                | CAN               | NOR               | IRE               | NZ                | SWE               | SPA               | Album            |
| ---- | ------------------------------- | ----------------- | ----------------- | ----------------- | ----------------- | ----------------- | ----------------- | ----------------- | ----------------- | ---------------- |
| 2010 | „We Are the World 25 for Haiti“ | Artists for Haiti | 2                 | 7                 | 1                 | 9                 | 8                 | 5                 | 15                | Píseň mimo album |

### Soundtrack
| Název        | Detaily alba                                                       | Nejvyšší umístění |
| Název        | Detaily alba                                                       | US                |
| ------------ | ------------------------------------------------------------------ | ----------------- |
| Rock of Ages | - Datum vydání: 5. června 2012 - Vydavatelství: WaterTower Music   | 5                 |
| Pomáda: Živě | - Datum vydání: 31. ledna 2016 - Vydavatelství: Paramount Pictures | 37                |

### Videoklipy
| Rok  | Název písně                     | Režisér       |
| ---- | ------------------------------- | ------------- |
| 2008 | „That Song in My Head“          | Trey Fanjoy   |
| 2008 | „My Hallelujah Song“            | Wayne Isham   |
| 2010 | „We Are the World 25 for Haiti“ | Paul Haggis   |
| 2010 | „Is That So Wrong“              | Adam Shankman |